# Капица, Александр Петрович
Капица Александр Петрович (24 февраля 1937 — 27 марта 2004) — российский кинопродюсер, директор картин. Отец режиссёра Кирилла Капицы.

## Биография
Александр Капица родился 24 февраля 1937 года в Ленинграде. В 1961 году окончил технологический факультет Ленинградского химико-фармацевтического института. 
Позже в 1973 году им были окончены высшие курсы сценаристов и режиссёров режиссёрского отделения. Он был учеником легендарного мастера советского кино Леонида Трауберга.
Работал заместителем начальника цеха подготовки съёмок и директором картин на киностудии «Ленфильм».
В последние годы перестройки им была создана компания «Русское видео-фильм», где он был продюсером, а с 1995 года — продюсером компаний «Зебра-фильм» и «Дельфин». Под его непосредственным руководством были сняты такие фильмы как «Афганский излом», «Палач» и «Тайна». В начале 1990-х годов из Латинской Америки он привёз в Россию популярный телесериал «Санта-Барбара», который продал телеканалу РТР. В 1995 году Капица принял решение о создании собственного российского сериала, который бы отражал реальность действительности того времени. По литературному произведению Андрея Кивинова в жанре милицейского детектива был экранизирован 9-серийный сериал под названием «Улицы разбитых фонарей». Однако канал РТР, для которого снимали сериал, отказался от его покупки по причине некачественной «картинки», а также из-за плохого качества звука. В конце концов были найдены деньги на переозвучку. Своего часа отснятый материал ждал вплоть до 1998 года. Премьерный показ состоялся 4 января 1998 года на телеканале ТНТ. Зрителям сериал очень понравился, в связи этим продюсеры ТНТ уговорили Капицу сделать продолжение. По ходу съёмок второй части «Улиц разбитых фонарей» у Капицы появилось желание снять боевик «Агент национальной безопасности». Александр Капица также был продюсером и художественным руководителем популярного телесериала «Чёрный ворон».
Александр Капица был похоронен на Комаровском кладбище.
Имя Александра Капицы присутствует в титрах всех эпизодов сериала «Улицы разбитых фонарей» (после 2004 года — в траурной рамке).

## Фильмы

### Директор картины
- 1975 Полковник в отставке (режиссёр И. Шешуков)
- 1978 Случайные пассажиры (режиссёр М. Ордовский)
- 1979 Соль земли — 7 серий (режиссёр И. Хамраев)
- 1980 Рафферти — 3 серии (режиссёр С. Аранович)
- 1982 Шапка Мономаха (режиссёр И. Хамраев)
- 1987 Счастливо оставаться! (к/м) (режиссёр С. Белошников)
- 1987 Единожды солгав... (режиссёр В. Бортко)
- 1988 Дни затмения — 2 серии (режиссёр А. Сокуров)

### Продюсер
- 1989 В ожидании Элизабет (фильм-спектакль) (режиссёр Е. Макаров)
- 1990 Другая драма (режиссёр А. Некрасов)
- 1990 Палач (режиссёр В. Сергеев)
- 1991 Афганский излом (режиссёр В. Бортко)
- 1992 Тайна (режиссёр Г. Беглов)
- 1995—1998 Улицы разбитых фонарей — 33 серии
- 1997 Светлана (к/м) (режиссёр Н. Якушева)
- 1998 Содержанка (к/м) (режиссёр В. Бутурлин)
- 1998—1999 Агент национальной безопасности — 12 серий (режиссёры Д. Светозаров, А. Черных, В. Аксёнов, Э. Ясан)
- 1998—1999 Улицы разбитых фонарей-2. Новые приключения ментов — 24 серии
- 2000 Агент национальной безопасности-2 — 12 серий (режиссёр Д. Светозаров)
- 2000 Четырнадцать цветов радуги (режиссёр Д. Светозаров)
- 2000—2001 Улицы разбитых фонарей-3 (Менты-3) — 26 серий
- 2000—2001 Агент национальной безопасности-3 — 12 серий (режиссёры Д. Светозаров, И. Москвитин, А. Кравчук)
- 2000—2001 Чёрный ворон (1-й блок) — 22 серии (режиссёры Б. Горлов, И. Москвитин, А. Кравчук)
- 2001 По имени Барон — 12 серий (режиссёр Д. Светозаров)
- 2001—2002 Улицы разбитых фонарей-4 (Менты-4) — 26 серий
- 2002 Нож в облаках — 8 серий (режиссёр М. Мигунова)
- 2002—2003 Чёрный ворон (2-й блок) — 30 серий (режиссёры И. Москвитин, А. Кравчук)
- 2003 Повторение пройденного — 6 серий (режиссёр И. Москвитин)
- 2003 Улицы разбитых фонарей-5 (Менты-5) — 26 серий
- 2003 Агент национальной безопасности-4 — 12 серий (режиссёры И. Москвитин, В. Фурман)
- 2004 Улицы разбитых фонарей-6 (Менты-6) — 26 серий
- 2004 Агент национальной безопасности-5 — 12 серий (режиссёры В. Фурман, В. Татарский, А. Лебедев)
- 2004 Чёрный ворон (3-й блок) — 12 серий (режиссёр И. Москвитин)

## Награды
За свою продюсерскую деятельность Капица был удостоен премий «ТЭФИ».